# Skal drengen tvinges
|  | Denne artikel er oprettet af botten PalnaBot ud fra en ekstern database. Den kan derfor have sproglige fejl eller mangler. Denne skabelon kan fjernes efter kontrol af indholdet. |

Skal drengen tvinges er en dokumentarfilm fra 1956 instrueret af Erik Fiehn efter manuskript af Frank Jæger, Erling Wolter.

## Handling
Bjarne er oppe til mellemskoleeksamen. Han vil gerne være gartner, men hans moder vil, at han skal læse. I første omgang skal han sørge for at få en fin mellemskoleeksamen, så han kan komme i gymnasiet. Det går imidlertid ikke så godt for Bjarne, og efter en dårlig karakter i geografi, der forindrer ham i at komme i gymnasiet, kvier han sig ved at gå hjem. Som så ofte før søger han trøst i arbejdet hos sin ven gartneren. Moderen er urolig over, at drengen ikke viser sig. Faderen griber ind og tager en rask afgørelse i spørgsmålet om drengens fremtid, så han får mulighed for at komme på sin rette hylde.